# Grb Imotskog
Grb grada Imotskog plave je boje. Prikazuje srebrnu kulu s otvorenim crnim vratima kako stoji na tri crvena brežuljka. Crveni brežuljci simboliziraju crvene stijene koje okružuju obližnje Crveno jezero, dajući mu crvenu boju. Iznad kule prikazana je šesterokraka zlatna zvijezda, a u podnožju kule nalazi se zlatni položeni polumjesec. Iako se vrlo vjerojatno na tom mjestu nalazila i neka starija utvrda, možda već iz 10. stoljeća, kada se spominje stara župa Imota, današnja kula je iz osmanskog razdoblja. Dobila je ime Topana, jer je, prema sačuvanoj tradiciji, granica između Osmanskog Carstva i mletačke Dalmacije povučena tako da je s kule ispaljena topovska kugla. Na mjestu do kojega je kugla doletjela povučena je granica. Prema riječima hrvatskog povjesničara Emilija Laszowskog, ovaj je grb Imotskom dodijeljen 6. lipnja 1890. godine.